# Skîneșorî, Rozdilna
Skîneșorî (în ucraineană Скинешори) este un sat în comuna Zatîșșea din raionul Rozdilna, regiunea Odesa, Ucraina.

## Demografie
Componența lingvistică a localității Skîneșorî
     Ucraineană (96,34%)
     Rusă (3,05%)
     Alte limbi (0,61%)
Conform recensământului din 2001, majoritatea populației localității Skîneșorî era vorbitoare de ucraineană (96,34%), existând în minoritate și vorbitori de rusă (3,05%).